# Hoengsŏng-daem
Hoengsŏng-daem (koreanska: 횡성댐) är en dammbyggnad i Sydkorea.   Den ligger i provinsen Gangwon, i den norra delen av landet, 90 km öster om huvudstaden Seoul. Hoengsŏng-daem ligger 174 meter över havet.
Terrängen runt Hoengsŏng-daem är lite kuperad. Runt Hoengsŏng-daem är det ganska tätbefolkat, med 80 invånare per kvadratkilometer. I omgivningarna runt Hoengsŏng-daem växer i huvudsak blandskog.